# 베이징 어언대학
베이징 어언대학(중국어 간체자: 北京语言大学, 정체자: 北京語言大學, 병음: Běijīng yǔyán dàxué, 영어: Beijing Language and Culture University)은 중화인민공화국 베이징시 하이뎬구에 있는 국립 대학이다. 1962년에 개교했다.

## 개요
베이징 어언대학은 중국 교육부 직속의 국가중점대학의 한 곳이다. 16개 학부 전공, 24개 석사과정, 9개 박사 과정이 설치되어 있고, 그 중 국가 중점학과가 1개소, 베이징 시 중점학과가 2개소, 교육부 지정 대학 인문사회과학의 중점연구 거점이 1개소가 설치되어 있다. 베이징 언어학원이 전신으로, 외국인을 위한 중국어 교육(대외한어), 중국어 어학분야 등에서는 중국에서 가히 톱 레벨이다. 그 후 1996년에 베이징 언어 문화 대학으로 개명하였고, 2002년부터 현재의 명칭으로 변경하여 지금에 이른다. 국가 중점대학이 북적거리는 중관춘(中関村) 지역의 베이징 시 하이뎬 구 학원로 15호, 정확히 학원로와 성부로의 교차한 위치에 있다. HSK를 주관하는 곳이기도 하다.
공자상을 비롯한 중국 문화전통과 자유로운 학문 풍토가 어우러진 데 더한 중국어학 교육으로 세계 각국에서 유학을 오는 유학생 비율이 중국인 학생 비율보다 높고, 특히 한국 이나 일본의 유학생이 많다.

## 역사

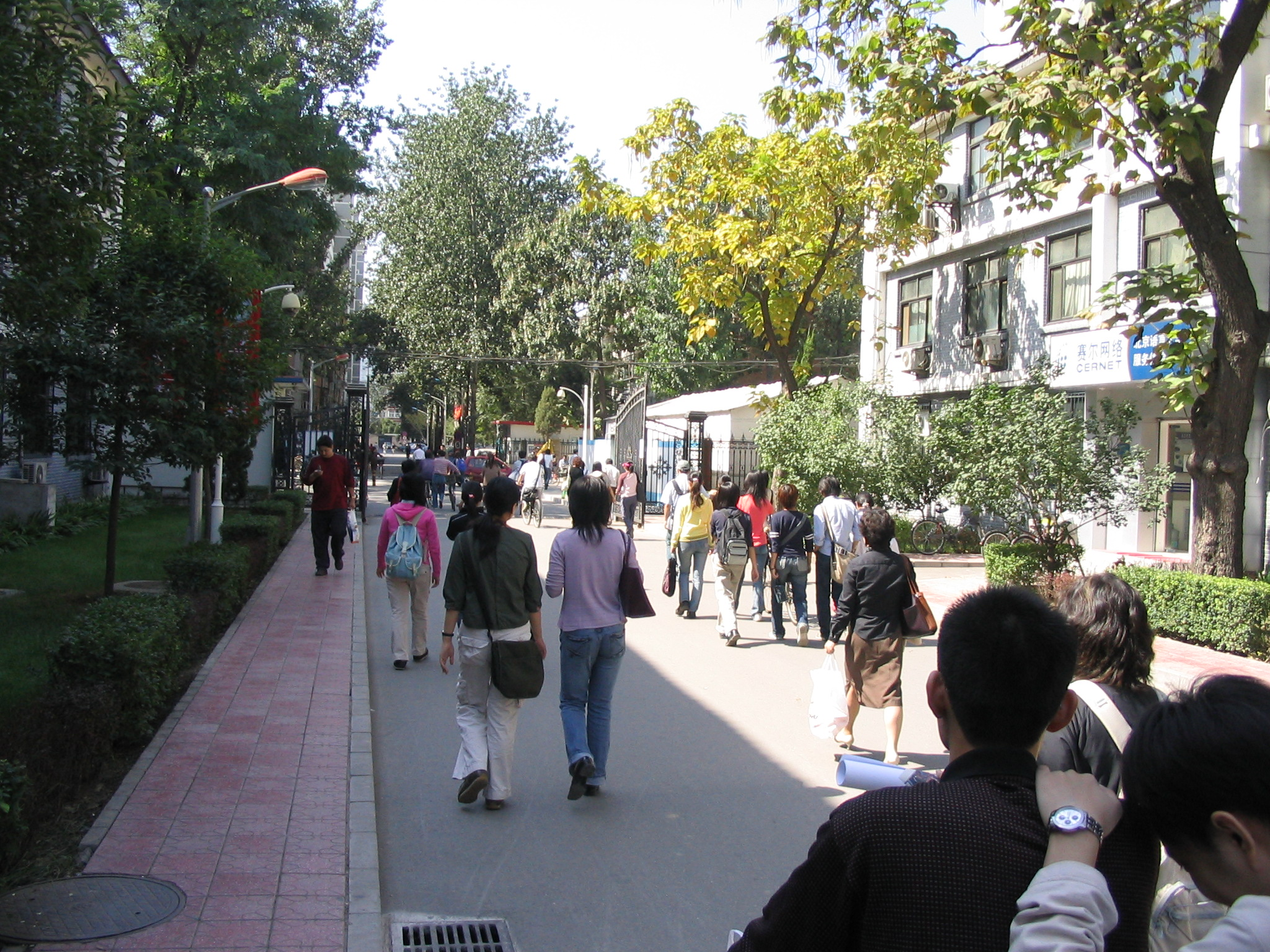
어언대학 캠퍼스와 학생들

- 1950년, 학교 설립 관계자들이 동유럽 칭화대학 연수생들에게 중국어 교육을 위해 학당 개설
- 1952년, 외국 유학생들을 위한 중국어 학당으로 베이징 대학에 편입
- 1961년, 베이징 외국어학원으로 편입
- 1962년, 외국 유학생 고등 예비학교를 창립.
- 1964년, 베이징 언어학원으로 명칭 변경.
- 1966년, 문화대혁명에 의해 정교
- 1972년, 학교를 재개교하여, 현재의 주소로 이전.
- 1976년, 유학생을 위한 중국어 본과 과정이 개설되어 25명의 유학생이 입학.
- 1985년, 어언문학부가 설치되어 대외 중국어 교육학과가 개설된다.
- 1993년, 중국어 학부, 어문계열의 문화학부, 중국어 속성 학부, 성인교육 학부, 외국어 학부 등으로 재편.
- 1996년, 교육부(전 국가교육위원회)의 인가를 받아 베이징 언어 문화 대학으로 명칭 변경.
- 2002년, 교육부(전 국가교육위원회)의 인가를 받아 현재의 베이징 어언대학으로 명칭 변경.

## 학부
- 중국어 학부(유학생을 위한 본과 과정)
- 중국어 속성 학부(유학생을 위한 단기 과정)
- 외국어 학부
- 인문 학부
- 정보과학 학부
- 국제 상학부

### 부속연구소
- 중국어 수평고시 중심: HSK(중국판 중국어 검정시험)를 실시하고 있다.

## 같이 보기
- 국가중점대학
- 중관춘